# Special Needs
Singles de Placebo
This Picture Protège-moi
Special Needs est une chanson du groupe de rock Placebo. C'est la huitième piste de l'album Sleeping with Ghosts. Elle sortit en single le 15 septembre 2003
Apparue pour la première fois sur l'album Sleeping with Ghosts, sa composition avait pourtant débuté dès la période d'écriture du deuxième album du groupe Without You I'm Nothing. Elle ne sortit que cinq années plus tard, le groupe justifiant qu'il lui avait fallu tout ce temps pour l'aboutir.
L'alchimie musicale de la composition et le niveau émotionnel ont fait déclarer à Brian Molko qu'il s'agissait de son titre préféré sur la compilation Once More with Feeling. Il ajoutera également qu'elle symbolise un certain changement entre deux époques charnières du groupe, tout comme The Bitter End.

## Version studio et paroles
Special Needs rapporte les paroles d'une star déchue, narrant avec mélancolie ses remords depuis une chaise roulante, sur un fond de mélodie douce, en alternance avec une guitare métallique durant les refrains. Le texte de la chanson fait appel des thèmes comme le cinéma (« silver's screened [...] movie deal »), la célébrité (« flash photography and screams »), ou encore la prise de drogues (« whenever noses start to bleed »). Cela renvoie donc au thème principal de la chanson concernant une célébrité « has been », qui d'après Brian Molko, s'inquiète si elle va figurer ou non dans la biographie de son ex. Cependant, le texte reste équivoque et conserve donc une certaine ambigüité laissant libre l'interprétation totale de la chanson, comme à l'accoutumée chez Placebo.
Special Needs n'évoque pas comme une traduction littérale le laisserait penser les « besoins spéciaux » (i.e. plaisir charnel) mais est: « un terme utilisé dans un cadre médical pour désigner les personnes qui requièrent  une assistance particulière, à la suite d'un handicap physique, mental ou psychologique ».

## Clip vidéo
Le clip de Special Needs, produit par Paul Gore, figure un couple faisant l'amour à « distance » dans les vestiaires d'une piscine désaffectée et évoque ainsi le fait de faire l'amour à un souvenir. Il s'agit ici de représenter ce que ressentent deux personnes ne se voyant plus et ne se touchant plus, séparées après une histoire d'amour. Suivant le thème principal de l'album Sleeping with Ghosts, à savoir les relations sentimentales « destructrices », Brian Molko expliquera dans le DVD Once More with Feeling, que l'accent du court métrage a été mis sur la couleur bleue représentant le côté charnel et sur le côté ecclésiastique.

## En Concert
Pendant la tournée Sleeping With Ghosts (2003-2005), Special Needs est jouée dans une version alignée sur l'album à l'exception du deuxième couplet où Brian Molko ne joue pas de guitare, mettant en valeur le tandem basse-piano. Le refrain est cinglant et en parallèle avec des couplets mélodieux mettant en valeur notamment le piano, la guitare et la basse.
Lors de la tournée suivant Meds (2006-2007), Special Needs est jouée dans une version mettant en avant le côté balade, en présentant un refrain au tempo légèrement ralenti. Concernant la forme générale, cette version est globalement calibrée sur la version clip et Once More with Feeling. D'autre part, durant le deuxième couplet, la mélodie se calibre sur la version studio lorsque Brian Molko accompagne à la guitare le tandem basse-piano. De son côté, le pont est réduit avec la suppression de la partie instrumentale agressive, des « slides » de Stefan Olsdal à la basse, et des effets électroniques (alignée sur la version studio), ce qui le rend plus doux et mélodieux, mais aussi moins organique et moins brut. La fin instrumentale au piano est accompagnée par une mélodie basse douce.
Pour la tournée Battle for the Sun (2009-), Special Needs apparaît encore à la plupart des prestations de Placebo en concerts comme en festival lorsque la longueur de la liste des chansons jouées est conséquente. C'est encore une fois une version retravaillée : le piano est mis en valeur dans les couplets et refrains. D'autre part, les effets électroniques et les slides a la basse font leur retour durant le pont, accompagnés par une mélodie guitare modifiée. La sortie est également retravaillée avec des effets accompagnant le piano.

## Liste des titres du single
- Maxi CD

1. Special Needs
2. English Summer Rain (Freelance Hellraiser Mix)
3. Plasticine (Lounge Version)

- Maxi DVD

1. Special Needs video
2. Making off Special Needs
3. Special Needs (album version)
4. The Bitter End (Junior Sanchez remix)